# گرینزبورو (مریلند)
گرینزوو (به انگلیسی: Greensboro) شهری در ایالت مریلند کشور ایالات متحده آمریکا است که جمعیت آن در سرشماری سال ۲۰۱۰ میلادی، ۱٬۹۳۱ نفر بوده‌است.